# Жардин-Алегри
Жардин-Алегри (порт. Jardim Alegre) — муниципалитет в Бразилии, входит в штат Парана. Составная часть мезорегиона Северо-центральная часть штата Парана. Входит в экономико-статистический  микрорегион Ивайпоран. Население составляет 13 709 человек на 2006 год. Занимает площадь 393,620 км². Плотность населения — 34,8 чел./км².
Праздник города — 19 декабря.

## История
Город основан в 1964 году.

## Статистика
- Валовой внутренний продукт на 2003 год составляет 72 451 725,00 реалов (данные: Бразильский институт географии и статистики).
- Валовой внутренний продукт на душу населения на 2003 год составляет 5291,15 реалов (данные: Бразильский институт географии и статистики).
- Индекс развития человеческого потенциала на 2000 год составляет 0,713 (данные: Программа развития ООН).

## География
Климат местности: субтропический. В соответствии с классификацией Кёппена, климат относится к категории Cfa.